# Il teatrino delle fiabe di Hello Kitty
Il teatrino delle fiabe di Hello Kitty (サンリオアニメ世界名作劇場?, Sanrio anime sekai meisaku gekijō, lett. "Il teatro dei capolavori del mondo in anime Sanrio") è una serie anime prodotta dalla Sanrio e realizzata da Group TAC, in 13 episodi nel 2001.
In Giappone la serie è stata distribuita per il mercato home video dal 20 luglio al 21 dicembre 2001, ed è stata contemporaneamente trasmessa in televisione con un diverso ordine di episodi dal 3 aprile al 25 dicembre dello stesso anno.
In Italia è stata distribuita da Dynamic in VHS e DVD nel 2003 con il titolo Hello Kitty e i suoi piccoli amici - Teatrino delle fiabe, e in seguito è stata ripubblicata in DVD da Dynit come Hello Kitty - Il teatrino delle fiabe. È stata trasmessa per la prima volta sul canale satellitare Boomerang dal 10 novembre 2007. Le repliche sono andate in onda in chiaro su Boing da luglio 2008 e su Cartoonito nell'estate 2012.

## Trama
Vengono riproposte le fiabe più popolari interpretate dai vari personaggi del franchise di Hello Kitty. Ciascun episodio è costituito da due storie: una lunga e una più breve, per un totale di 26 fiabe.

## Personaggi
- Kitty
- Mimmy
- Badtz-Maru
- Pochacco
- My Melody
- Hanamaru
- Keroppi
- Pandaba
- Pompompurin
- Pekkle

## Doppiaggio
| Nome del personaggio | Doppiatore italiano |
| -------------------- | ------------------- |
| Kitty                | Stella Musy         |
| My Melody            | Francesca Guadagno  |
| Pochacco             | Maura Cenciarelli   |
| Hanamaru             | Letizia Scifoni     |
| Batzumaru            | Fabrizio Mazzotta   |
| voce narrante        | Angiolina Quinterno |

## Episodi
| Nº Ja | Nº It | Titolo italiano Giapponese 「Kanji」 - Rōmaji                                                                                                | Pubblicazione     | Pubblicazione |
| Nº Ja | Nº It | Titolo italiano Giapponese 「Kanji」 - Rōmaji                                                                                                | Giapponese        |               |
| 1     | 1     | Biancaneve e i sette nani 「ハローキティの白雪姫」 - Harō Kiti no Shirayuki-hime                                                             | 20 luglio 2001    |               |
| 2     | 1     | Al lupo! Al lupo! 「バッドばつ丸のオオカミが来た！」 - Baddo Batsu Maru no ōkami ga kita!                                                    | 20 luglio 2001    |               |
| 3     | 2     | Jack e il fagiolo magico 「ポチャッコのジャックと豆の木」 - Pochakko no Jakku to mame no ki                                                  | 20 luglio 2001    |               |
| 4     | 2     | Il re ha le orecchie d'asino 「ハローキティの王様の耳はロバの耳」 - Harō Kiti no ōsama no mimi ha roba no mimi                               | 20 luglio 2001    |               |
| 5     | 3     | Hansel e Gretel 「ハローキティのヘンゼルとグレーテル」 - Harō Kiti no Henzeru to Gurēteru                                                    | 24 agosto 2001    |               |
| 6     | 3     | Cappuccetto Rosso 「マイ メロディの赤ずきん」 - Mai Merodi no Akazukin                                                                       | 24 agosto 2001    |               |
| 7     | 4     | La principessa Bambù 「ハローキティのかぐや姫」 - Harō Kiti no Kaguya-hime                                                                   | 24 agosto 2001    |               |
| 8     | 4     | I vestiti nuovi dell'imperatore 「ハンギョドンのはだかの王様」 - Hangyodon no hadaka no ōsama                                                | 24 agosto 2001    |               |
| 9     | 5     | La bella addormentata 「ハローキティのねむれる森の美女」 - Harō Kiti no nemureru mori no bijo                                                | 21 settembre 2001 |               |
| 10    | 5     | La cicala e le formiche 「バッドばつ丸のアリとキリギリス」 - Baddo Batsu Maru no ari to kirigirisu                                           | 21 settembre 2001 |               |
| 11    | 6     | Gli undici cigni 「ハローキティの白鳥の王子」 - Harō Kiti no hakuchō no ōji                                                                  | 21 settembre 2001 |               |
| 12    | 6     | L'ascia d'oro e l'ascia d'argento 「おさるのもんきちの金の斧 銀の斧」 - Osaru no Monkichi no kin no ono gin no ono                           | 21 settembre 2001 |               |
| 13    | 7     | Lo schiaccianoci 「ハローキティのくるみ割り人形」 - Harō Kiti no kurumi wari ningyō                                                          | 26 ottobre 2001   |               |
| 14    | 7     | Il topo di città e il topo di campagna 「コロコロクリリンの田舎のネズミ都会のネズミ」 - Koro Koro Kuririn no inaka no nezumi tokai no nezumi | 26 ottobre 2001   |               |
| 15    | 8     | Momotaro 「ハローキティの桃太郎」 - Harō Kiti no Momotarō                                                                                    | 26 ottobre 2001   |               |
| 16    | 8     | La lepre e la tartaruga 「ポムポムプリンのウサギとカメ」 - Pomupomupurin no usagi to kame                                                    | 26 ottobre 2001   |               |
| 17    | 9     | Cenerentola 「ハローキティのシンデレラ」 - Harō Kiti no Shinderera                                                                           | 23 novembre 2001  |               |
| 18    | 9     | Drakestail il papero 「アヒルのペックルのアヒルのドレイクステール」 - Ahiru no Pekkuru no ahiru no Doreikusutēru                             | 23 novembre 2001  |               |
| 19    | 10    | La lampada di Aladino 「けろけろけろっぴのアラジンと魔法のランプ」 - Kero Kero Keroppi no Arajin to mahō no ranpu                            | 23 novembre 2001  |               |
| 20    | 10    | La piccola fiammiferaia 「ハローキティのマッチ売りの少女」 - Harō Kiti no matchi uri no shōjo                                                | 23 novembre 2001  |               |
| 21    | 11    | Il gatto con gli stivali 「ハローキティの長靴をはいた猫」 - Harō Kiti no nagagutsu wo haita neko                                             | 21 dicembre 2001  |               |
| 22    | 11    | Il brutto anatroccolo 「アヒルのペックルのみにくいアヒルの子」 - Ahiru no Pekkuru no minikui ahirunoko                                       | 21 dicembre 2001  |               |
| 23    | 12    | Pollicina 「ハローキティのおやゆび姫」 - Harō Kiti no Oyayubi hime                                                                           | 21 dicembre 2001  |               |
| 24    | 12    | La leggenda del vento del Nord 「ポムポムプリンの北風と太陽」 - Pomupomupurin no kitakaze to taiyō                                           | 21 dicembre 2001  |               |
| 25    | 13    | La regina delle nevi 「ハローキティの雪の女王」 - Harō Kiti no yuki no joō                                                                   | 21 dicembre 2001  |               |
| 26    | 13    | I tre porcellini 「ハローキティの3匹の子ぶた」 - Harō Kiti no 3-biki no kobuta                                                               | 21 dicembre 2001  |               |

## Sigle italiane
- Opening: Hello Kitty e il teatrino delle fiabe cantata dai Raggi Fotonici
- Ending: Due angeli e una nuvola cantata dai Raggi Fotonici